# Fabian Brunnström

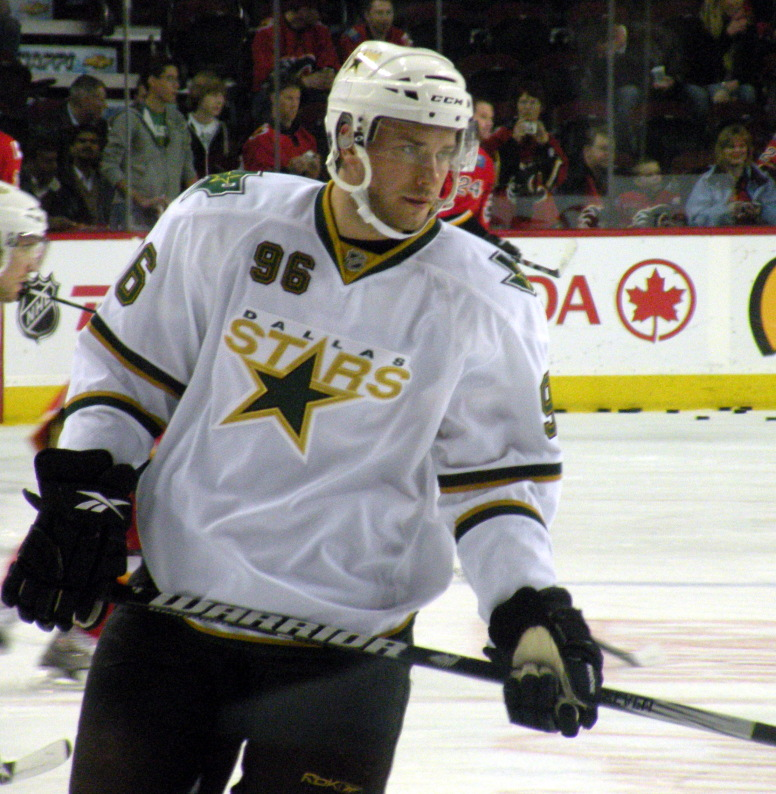
Fabian Brunnström i mars 2009.

Fabian Brunnström, född 6 februari 1985, är en svensk före detta professionell ishockeyspelare uppvuxen i nordvästra Skåne i Jonstorp i Höganäs kommun.

## Spelarkarriär
Brunnström startade sin professionella spelarkarriär säsongen 2005–06 i division 1 med Jonstorps IF där han noterades för 44 poäng och 38 spelade matcher. Följande säsong värvades han till Borås HC och hjälpte laget upp i Hockeyallsvenskan. Han vann poängligan med 73 poäng och spelade 41 matcher. Efter det värvades han av Färjestad där han fortsatte att producera.
Säsongen 2007–08 började NHL intressera sig för Brunnström när han spelade i Elitserien med Färjestad BK. Han var ännu inte draftad av någon NHL-klubb utan var en unrestricted free agent och kunde gå till vilken NHL-klubb som helst. Detroit Red Wings, Toronto Maple Leafs och Vancouver Canucks var intresserade av att värva honom, men efter säsongen med Färjestad skrev Brunnström ett tvåårskontrakt med Dallas Stars 8 maj 2008. Kontraktet rapporteras vara värt nära 850 000 USA-dollar (ca 6,4 miljoner svenska kronor) per år med bonusar som kan öka värdet till 2,5 miljoner USA-dollar. Han debuterade i landslaget 8 februari 2008 mot Slovakien.
Efter att ha fått stå över de två första matcherna med Dallas gjorde Brunnström ett hat trick i sin debutmatch 15 oktober 2008. Han blev i och med målen den tredje i NHL:s historia att göra tre mål i sin första NHL-match och den första europén att lyckas med bedriften.

## Statistik

### Klubbkarriär
| Säsong     | Lag                   | Liga              | Matcher | Mål | Assist | Poäng | Utv | Matcher | Mål | Assist | Poäng | Utv |
| 2005–06    | Jonstorps IF          | Division 1        | 38      | 21  | 23     | 44    | 8   | —       | —   | —      | —     | —   |
| 2005–06    | Rögle BK              | HockeyAllsvenskan | 3       | 0   | 0      | 0     | 2   | —       | —   | —      | —     | —   |
| 2006–07    | Borås HC              | Division 1        | 41      | 37  | 36     | 73    | 28  | —       | —   | —      | —     | —   |
| 2007–08    | Färjestad BK          | SHL               | 54      | 9   | 28     | 37    | 16  | 12      | 1   | 0      | 1     | 6   |
| 2008–09    | Dallas Stars          | NHL               | 55      | 17  | 12     | 29    | 8   | —       | —   | —      | —     | —   |
| 2008–09    | Manitoba Moose        | AHL               | 1       | 0   | 0      | 0     | 0   | —       | —   | —      | —     | —   |
| 2009–10    | Dallas Stars          | NHL               | 44      | 2   | 9      | 11    | 10  | —       | —   | —      | —     | —   |
| 2009–10    | Texas Stars           | AHL               | 8       | 1   | 4      | 5     | 2   | —       | —   | —      | —     | —   |
| 2010–11    | Texas Stars           | AHL               | 37      | 11  | 10     | 21    | 16  | —       | —   | —      | —     | —   |
| 2010–11    | Toronto Marlies       | AHL               | 35      | 4   | 10     | 14    | 4   | —       | —   | —      | —     | —   |
| 2011–12    | Detroit Red Wings     | NHL               | 5       | 0   | 1      | 1     | 4   | —       | —   | —      | —     | —   |
| 2011–12    | Grand Rapids Griffins | AHL               | 45      | 12  | 23     | 35    | 41  | —       | —   | —      | —     | —   |
| 2012–13    | Frölunda HC           | SHL               | 51      | 9   | 9      | 18    | 24  | 5       | 1   | 1      | 2     | 0   |
| 2013-14    | Frölunda HC           | SHL               | 4       | 0   | 2      | 2     | 2   | —       | —   | —      | —     | —   |
| 2013-14    | Leksands IF           | SHL               | 46      | 9   | 7      | 16    | 18  | 2       | 0   | 0      | 0     | 0   |
| NHL totalt | NHL totalt            | NHL totalt        | 104     | 19  | 22     | 41    | 22  | —       | —   | —      | —     | —   |